# Les Fourchambault
Pour plus de détails, voir Fiche technique et Distribution.
Les Fourchambault est un film français réalisé par Georges Monca et sorti en 1929.

## Fiche technique
- Titre : Les Fourchambault
- Réalisation : Georges Monca
- Scénario : Jean Dard et Georges Monca, d'après la pièce d'Émile Augier
- Photographie : Georges Asselin et Marcel Eywinger
- Production : Omnium français du film
- Pays d'origine :  France
- Format :  Noir et blanc - 1,33:1
- Date de sortie : France - 23 août 1929

## Distribution
- Charles Vanel
- Henriette Delannoy
- Simone Damaury
- Jean Dehelly
- Jeanne Marie-Laurent
- Charley Sov
- Simone Vaudry
- Jean Gobet
- Fabien Haziza